# زوي كربوسينا
زوي كربونوسينا أو كارفونبسينا أو جاربنوسينا، وتعني ذات العيون فاحمة السواد، (باليونانية: Yunanca: Ζωή Καρβωνοψίνα, Zōē Karbōnopsina) هيَ الزوجة الرابعة للإمبراطور ليون السابع، ووالدة الإمبراطور قسطنطين السابع.

## زواجها بليون
زوي كرابوسينا، هي إحدى أقارب المؤرخ المذنب تايفنوس، وابنة شقيقة الأميرال همروس. تزوجت في 9 يناير 906 بليون السادس، الشاب الذي يرغب في تولي الولاية، وذلك بعد ولادة ميترسي زوي قسطنطين السابع الإمبراطور المستقبلي في عام 905. وقد ماتت زوجة ليون الثالثة دون أن تنجب أي وريث في عام 901. إذ لفَت حفل زواج زوي كربوسينا بليون انتباه كل القادمين لحفل الزواج من كبار شخصيات الدولة بصفتها الزوجة الرابعة. و بذلك ترك ابن البطريرك نيكولاس ميستكوس البلاد بناءً على شرط أساسي وضعته زوي. ولكن بعد إعلان ليون إمبراطورًا أعلنت زوي إمبراطورةً. وعندما استقال البطريرك ميستكوس، خَلفهُ أطهومس.
توفي ليون في عام 912. وتولى الحكم من بعده أخوه الإمبراطور ألكسندروس. وبعد ذلك، أعاد نيكولاس ميستكوس مرة أخرى، وطُرِدت زوي من القصر إلا أنها عادت إلى مرة أخرى بعد وفاة ألكسندروس في عام 913. عندها قام نيكولاس ميستكوس بدعمٍ من رجال الدين ومجلس الشيوخ بإجبارهم على رهبنة زوي. ونتيجة لتنازلات نيكولاس ميستكوس للبلغاريين أصبح غير محبوب وجعل زوي تحظى بشعبية كبيرة في عام 914، وأصبحت هي وريثة للعرش من بعد نيكولاس ميستكوس. وعلى الرغم من تردده، قام بتعيين زوي إمبراطورة.

## وريثة على العرش

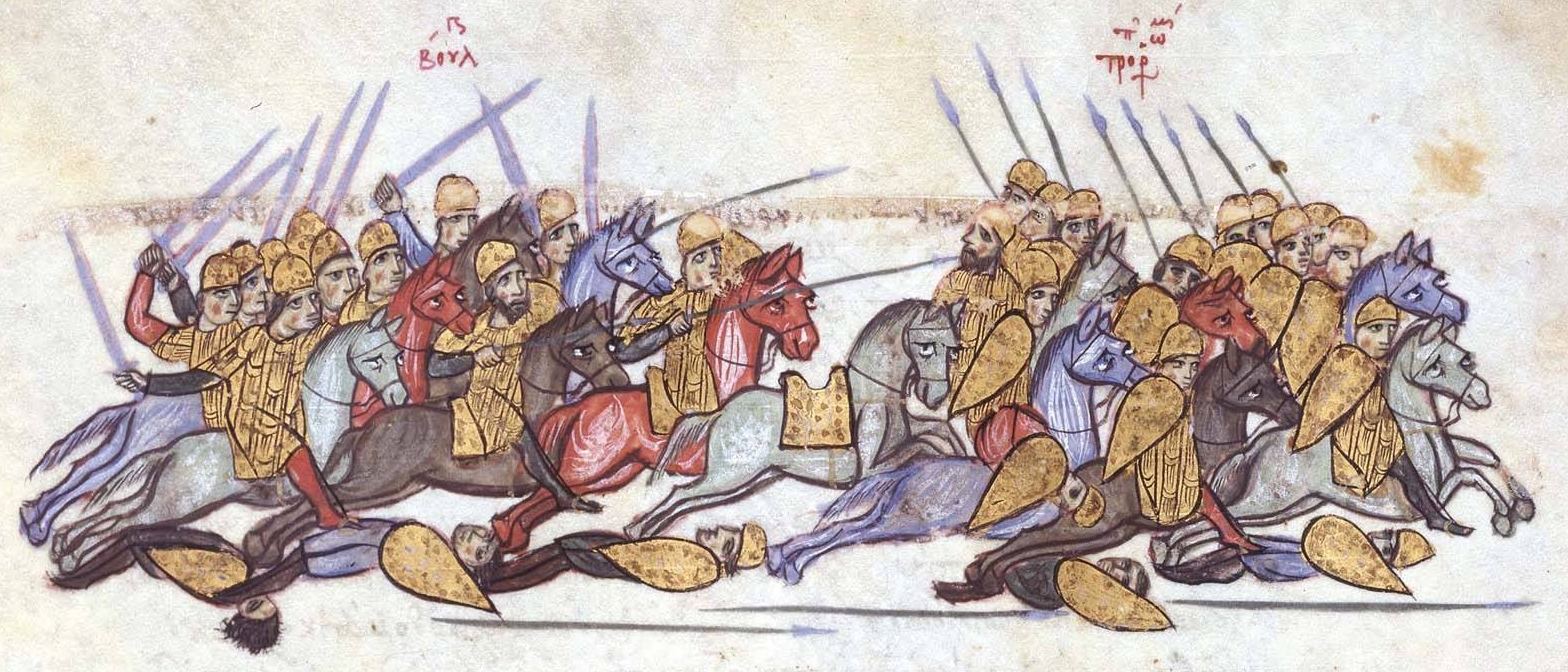
تقدم البيزنطين في أشيلوس ، وهي صورة من خلال كتابات سكلتيز الموجودة بالكتب القومية بمدريد

قد تولت زوي الحكم بدعم من ليو فوقاس وهو من الجنرالات المؤثرين وصاحب شأن ومن بين المحبوبين في المجتمع، والبيروقراطيين بالإمبراطورية. واعترف بعدها القيصر البلغاري سيميون من أجل إزالة كل التنازلات، وبعد ذلك تزوج بأبنة الإمبراطور قسطنطين السابع. وبهذا بدأت بإطلاق الحرب على البلغار. وقد بدأت هذه الحرب بشكل سيئ بسبب اضطراب العمليات العسكرية في جنوب وشرق إيطاليا. وفي عام 915 فقد وقعت اتفاقية سلام مع العرب وذلك بعد أن هزمتهم بأرمينية. وهو ما زاد من قوّة زوي وأعطى إمكانية لتنظيم حملات كبيرة لمواجهة البلغار الذين احتلوا أدرنة ودخلوا على حدود تراقيا البيزنطية.
وقد بدأ الهجوم في ذلك الوقت على شكل شوكة ذو حدين. ومن هنا أصدر الجيش البيزنطي الرئيس تحت قيادة الجنوب ليو فوقاس من الشمال إلى الطرف الآخر بالاُسطول البيزنطي بقيادة رومانوس ليكابيونس، وذلك انطلاقا من نهر الدانوب. ولكن لم تتحقق هذه الخطة بهذا الشكل. حيث ان من ناحية بدأ الصراع مع قادة ليكابينوس، ومن ناحية أخرى بدأت المساعدات للبيزنطيين بسبب بدأهم في نهب الكثير من دعمهم والمرتبط بخطة البيزنطيين. و بذلك بشنك وبدعم الأسطول هزم محرم فاكوس الملك البلغاري سمعان بهزيمة ثقيلة وساحقة. ودُمّر جيش الإمبراطورية البيزنطية كلّه تقريبا، ونجا فوكاس بصعوبة. وبعدها سار سيمون إلى القسطنطينية. وقد حاول فوكاس التمسّك بقوّته أمام قوّات سيمون، ولكنّه هزم هزيمة مفاجئة مرّة أخرى.
وهذه الكوارث العسكرية، قد اضعفت قوة وسيطرة زوي، وبدأت باغتنام الفرص من أجل الحفاظ على العرش، حيث عيّنت قسطنطين السابع على الحكم بعد فوكاس الذي تولّى قيادة الجيش على البسفور في (913-959).
ووفقًا إلى رونجي مان فقد كانت تخطط زوي بالزواج بفوكاس من أجل السيطرة وضمان السلطة. وبعدها بالعديد من الأسابيع، تزوجت ابنتها هيلينا بالإمبراطور الشاب قسطنطين السابع، وأصبحت حاكمة بالإمبراطورية، واتخذت لقب الإمبراطورة. ولكن زوي اضطرت إلى اللجوء للرهبنة.